# Gerald Wilson
Gerald Stanley Wilson (Shelby, 4 settembre 1918 – Los Angeles, 8 settembre 2014) è stato un trombettista statunitense.
Ha collaborato con Duke Ellington, Sarah Vaughan, Ray Charles, Julie London, Dizzy Gillespie, Ella Fitzgerald, Benny Carter, Lionel Hampton, Billie Holiday, Dinah Washington e Nancy Wilson.

## Discografia parziale
- 1945-46 - Gerald Wilson and His Band_Chronogical, 1945-46
- 1946-54 - Gerald Wilson and His Band_Chronogical, 1946-54
- 1950-54 - Big Band Modern
- 1961-69 - The Complete Pacific Jazz Recordings
- 1961 - You Better Believe It!
- 1962 - Moment of Truth
- 1963-64 - Portraits
- 1965 - On Stage
- 1965 - Feelin' Kinda Blues
- 1966 - Live and Swinging
- 1968 - Everywhere
- 1968 - California Soul
- 1969 - Eternal Equinox
- 1981 - Lomelin
- 1982 - Jessica
- 1984 - ''Calafia
- 1989 - Jenna
- 1994 - State Street Sweet
- 1996 - Suite Memories
- 1997 - Theme for Monterey
- 2003 - New York, New Sound
- 2005 - In My Time
- 2007 - Monterey Moods
- 2009 - Detroit
- 2011 - Legacy